# Игуман Василије (Домановић)
Василије (световно Војислав Домановић; Соколићи код Чачка, 19. август 1914 — Манастир Студеница, 27. август 1963) био је игуман Манастира Студенице.

## Биографија
Уистину светог живота, блажени свештеноигуман Василије рођен је у селу Соколићима крај Чачка 1914. г. Млади Војислав одмалена бива побожно васпитаван од вриједних и смјерних родитеља Радивоја и Стајке. Да његов одгој није био свакидашњи, свједочи сваки сегмент живота у коме је предано служио Богу и Цркви. Будући побожно васпитан, одлази у Овчарско–кабларску клисуру и манастир Преображење, гдје прима монашки постриг. Руком Св. владике Николаја рукоположен је у чин ђакона, а потом и јеромонаха 1938. у Жичи. Писао је Свети владика Николај и касније, из прогонства у Америци, Василију и братији у Рачи. Ту се он обраћа њима ријечима: „Да сви слушају оца Василија, а отац Василије Бога, па ће бити срећни“.
Монашко тиховање и киновијски подвиг у Преображењу, младом јеромонаху Василију прекида Други свјетски рат. Божији план за њега ту добија посебне обрисе његове тешке и славне животне путање. Крстоносни подвиг и страдање после рата нису престали. Како за Цркву Христову, тако и за јеромонаха Василија тешкоће тек настају. Комунистички режим је посебну тортуру спроводио  над оцем Василијем. Остало је упамћено да су га безбожници после рата тјерали да трчи испред њиховог џипа од Бање до Пожеге. Да су ударили на најбољег, не свједочи само својим светим животом игуман Василије. О томе свједоче и људи од науке тога доба, који су јасно и гласно тврдили да би Српска Црква имала доброг патријарха да је игуман Василије имао потребно образовање.
У Жичкој епархији, одакле отпочиње службовање, у то вријеме влада права неред. Братија из манастира се услед рата разишла. Ипак манастир Благовештење за вријеме његове управе у току рата,  упркос недаћама, одржава духовни и материјални ниво. Преподобни отац Василије, управљајући кормилом свог братства, уједно помаже читавој Српској светој гори. Иако малобројно, братство се сачувало. Из њега је као из Божије баште изашло неколико најплодоноснијих и најбитнијих личности Српске Цркве, попут старца Јулијана Студеничког и патријарха Павла.
Посебно је интересантан однос оца Василија и Гојка Стојчевића (касније Патријарха Павла). Студирајући медицину и теологију, Гојко је имао план да после студија буде љекар и свештеник. Када је постао у Бањи васпитач у избеглиштву за дјецу из Босне, 1944. године спасао је једног дјечака из ријеке у коју је упао. Загазивши у вир, дјечак се почео давити јер није знао да плива. Гојко је ускочио у ријеку и спасио га. Пошто му је одјећа била мокра све до повратка, прехладио се и добио запаљење плућа. Сусрет са игуманом Василијем у Благовештењу, оставља на њега дубок траг и пресудан утицај. Размишљајући о Богу, својој будућности и здрављу, остаје један период под искусним духовним вођством преподобног игумана Василија. Године 1948. по примању монашког пострига и новог имена Павле, будући Патријарх и првојерарх српски трајно је исцјељен од тешке болести. Године 1944. уснио је сан како је запао међу стијене и коприве. Из невоље га помоћу ужета спасава игуман Василије Домановић. Тумачио је то блаженог спомена Патријарх  да је неопосредним молитвама и заступништвом преподобног игумана Василија од Бога примио исцјељење. Касније ће оца Василија на опслуживању парохија чајничких увијек пратити неко од братије из Раче. Кратак период је био и његов сабрат Павле, али због оштре климе није се дуго задржао.
Године 1949. братство на челу са игуманом Василијем одлучује да пређе у манастир Рачу, у предивну тишину и љепоту испод Таре. После годину дана, из манастира Вујан у Рачу долази поменути, чувени духовник Јулијан. Игуман Василије из смирености и поштовања према њему, предаје мјесто игумана ове свете обитељи оцу Јулијану. Испоставиће се да је ово била истински промисао Божији, који га је пратио цијелог живота. Опоравивши се од тегобних година, братија са игуманом проналази молитвени мир у Рачи.
Велики страдалник свога времена, Митрополит сарајевски и дабробосански Нектарије Круљ (од комуниста је претрпио затварања, бијења и ране, од чега је и скончао) позваће 1954/55. из Раче врлог и способног оца Василија. Митрополит му упућује позив с молбом да обнови ратом порушену цркву у Чајничу, највећу светињу ове епархије у којој се чува чудотворна икона Мајке Божије - „Чајничка Красница“. Предање казује да је управо та икона једна од оних које је насликао Св. апостол Лука. Иако тежак и велики крај за опслуживање (географски и по искушењима која са собом носи ова велика светиња), од Бога на службу бива призван у најтежем периоду отац Василије, који се са радошћу одазива.
Италијански, ханџарски и комунистички злочини остављају за собом духовни, материјални и морални гареж. Велељепни храм у спомен Успења Пресвете Богородице је саграђен 1857–1863. г. Италијани при повлачењу преосталом муницијом и динамитом који су ставили у храм, дижу га у ваздух и руше. Тако Чајниче и његова светиња остају само са старом црквом, која је тада такође потпуно разрушена, али по завршетку рата одмах обновљена. Вриједно је споменути да се при тој експлозији ни кандила испред чудотворне иконе нису угасила, а она сама остаје нетакнута. На тој великој и тешкој дужности отац Василије својим дјелима отпочиње васкрсавање храма из гарежа и пепели. Свјестан је био овај свети човјек коме Господару служи! Света и чудотворна икона Чајничка Красница својим спасоносним и благодатним чудесима помаже свима који са вјером и надом притичу. Њој се поред православних Срба моле и помоћ добијају Јевреји, муслимани и мноштво другог свијета.
Самопрегорни рад оца Василија, пун љубави, није остао незапамћен. Најупечатљивији примјер се десио при обилажењу сусједног мјеста Заборка, удаљеног четири сата хода гдје је тог дана светио водицу. У повратку за Чајниче спасио је муслимански брачни пар који је захватила мећава и снијег. Ишавши из правца Заборка на коњу, отац Василије угледа двоје људи како се једва пробијају кроз снијег и мећаву из правца Метаљке. Сишавши са коња, он изнемоглу старију жену попе на седло, а мужу даде узде и пред њима поче гртати и пртити снијег. После дужег пута до Чајнича стижу сви живи и здрави. Због овог геста посебно су га поштовали муслимани, а однос између народа у овог граду постаје здравији.
Двадесет година Чајниче није видјело свештеника, а поготову не тако лијепог, маркантног и наочитог. Дуге косе и браде, лијепих црта лица, проницљивог и мудрог погледа, отац Василије никога не оставља равнодушним. По његовом доласку многи су са страхом прилазили да виде чудо Божије од човјека, нарочито дјеца рођена после рата. Неки би злонамјерно говорили да је предратни пуковник, можда четник или хајдук због изгледа али реалност је била другачија. Ко је иоле хтио да увиди његов живот и дјела у Цркви Божијој, могао је да ускликне као ријетки из народа: „Људи, па ово је Свети Сава устао из мртвих и дошао са неба, или из Милешеве да нас посјети у овом безбожном времену“.
Без икакве помоћи, осим Божије, у овако тешким условима, отац Василије Домановић за кратко вријеме обнавља велику чајничку цркву, са четрнаест малих и четири велика кубета. Од тада до данас ова светиња доминира Чајничем, непоколебиво стојећи као необориви стуб истине и благодати Божије. На Малу Госпојину 1959. године патријарх српски Герман, са архијерејима Српске Цркве, извршио је велико освећење храма. Тадашњи режим није дозволио да аутобуси поклоника иду према Чајничу од Горажда, па је народ осамнаест километара ишао пјешице у литији, што је створило посебан призор. Тридесет хиљада људи на освећењу и прва велика црквена свечаност од рата.
Исцрпљен од ратних година и тешког рада и служења, отац Василије се разболио. Митрополит Нектарије је намјеравао да га на Литургији за ову свечаност награди чином игумана, али је то због његове болести одложено. Не треба заборавити да је у тешком безбожничком периоду отац Василије морао прибавити све дозволе за обнову храма, притом је у рекордном времену обновио велељепни храм и вратио све у првобитно стање.
Обавивши тешко, али свето и богоугодно дјело у Чајничу, отац Василије се враћа у Рачу својој братији. У вријеме Епископа жичког Василија Костића, 1961. године братство прелази из манастира Раче у Студеницу. Отац Василије ту добија чин игумана и намјесника манастира, помажући игуману студеничком Јулијану.
Упокојио се у Господу 1963. године Краљеву и сахрањен је у Манастиру Студеници.